# Abu Snan
Abu Snan (hebrejsky אַבּוּ סְנָאן, arabsky أبو سنان, v oficiálním přepisu do angličtiny Abu Sinan) je místní rada (malé město) v Izraeli, v Severním distriktu.

## Geografie
Leží v nadmořské výšce 76 metrů, na pahorcích na západním okraji Horní Galileji, cca 9 kilometrů od břehů Středozemního moře, cca 105 kilometrů severoseverovýchodně od centra Tel Avivu a cca 23 kilometrů severovýchodně od centra Haify.
Abu Snan se nachází v hustě zalidněném pásu. Osídlení v tomto regionu je smíšené. Vlastní město je osídleno izraelskými Araby a izraelskými Drúzy, stejně jako mnohá další města a vesnice v jeho jižním a východním okolí. Na západ od Abu Snan začíná zemědělsky intenzivně obdělávaný pruh území při pobřeží, ve kterém dominují židovská sídla. Abu Snan je na dopravní síť napojen pomocí dálnice číslo 70, která prochází západním okrajem města.

## Dějiny
Abu Snan byl podle tradice založen v 13. století jako arabská vesnice obývaná muslimy, křesťany i drúzy. Poprvé se v historických pramenech uvádí roku 1250 v dokumentech křižácké provenience jako pevnost Busnen. V roce 1617 postavil v obcí drúzský emír Fahr ed-Din al-Mani palác pro svého syna Aliho. Nachází se tu drúzské poutní místo - hrobka Nebi Zakarija, patrně odkazující na proroka Zachariáše.
Během první arabsko-izraelské války v červenci 1948 byla obec v rámci Operace Dekel dobyta izraelskou armádou. Na rozdíl od mnoha jiných arabských sídel v Galileji nebyl Abu Snan vysídlen a zachoval si svůj arabský ráz i ve státě Izrael. Roku 1964 byla vesnice povýšena na místní radu.
V září 2001 se místní obyvatel z Abu Snan odpálil na vlakové zastávce v nedalekém židovském městě Naharija a zabil tři lidi.

## Demografie
Podle údajů z roku 2009 tvořili naprostou většinu obyvatel izraelští Arabové - cca 12 400 osob. Arabská populace se dělí na muslimskou, drúzskou a křesťanskou komunitu. Podíl izraelských Drúzů dosahuje 35 %. Mezi jednotlivými náboženskými komunitami převládají dobré vztahy. Ve městě se nachází muzeum drúzského folklóru.
Jde o středně velkou obec městského typu (byť zástavba má zejména na okrajích obce rozvolněný a spíše venkovský ráz) s dlouhodobě rostoucí populací. K 31. prosinci 2017 zde žilo 13 700 lidí.
| Rok            | 1922 | 1931 | 1945 | 1955  | 1961  | 1972  | 1980  | 1983  | 1990  | 1993  | 1994  | 1995  | 1996  | 1997  | 1998  | 1999   | 2000   |
| -------------- | ---- | ---- | ---- | ----- | ----- | ----- | ----- | ----- | ----- | ----- | ----- | ----- | ----- | ----- | ----- | ------ | ------ |
| Počet obyvatel | 518  | 605  | 820  | 1 500 | 1 600 | 3 600 | 5 300 | 5 900 | 7 600 | 8 300 | 8 700 | 9 100 | 9 300 | 9 600 | 9 800 | 10 100 | 10 400 |

| Rok            | 2001   | 2002   | 2003   | 2004   | 2005   | 2006   | 2007   | 2008   | 2009   | 2010   | 2011   | 2012   | 2013   | 2014   | 2015   | 2016   | 2017   |
| -------------- | ------ | ------ | ------ | ------ | ------ | ------ | ------ | ------ | ------ | ------ | ------ | ------ | ------ | ------ | ------ | ------ | ------ |
| Počet obyvatel | 10 600 | 10 800 | 10 900 | 11 100 | 11 300 | 11 500 | 11 700 | 11 968 | 12 426 | 12 600 | 12 900 | 12 600 | 13 000 | 13 200 | 13 400 | 13 500 | 13 700 |